# Димитрије Војнов
Димитрије Војнов (Београд, 29. август 1981) српски је драматург, сценариста, глумац и филмски критичар.

## Биографија
Отац му је био филмски радник Драгољуб Војнов.
Уредник је филмског блога „Доба невиности“, посвећеног критици и праћењу српског филма.
Глумио је дечака Зорана у филму „Тито и ја“.
На основу његовог комада у ДАДОВ-у је постављена представа „72 девице”.
Са Данилом Бећковићем написао је сценарио за дугометражни играни филм "Мали Будо", који је премијерно приказан 2014. године.

## Филмографија
| Год.    | Назив                                      | Улога            |
| ------- | ------------------------------------------ | ---------------- |
| 1990-те |                                            |                  |
| 1992.   | Први пут с оцем на јутрење                 | Миша             |
| 1992.   | Тито и ја                                  | Зоран            |
| 1992.   | Слон бетон телевисион                      |                  |
| 1993.   | Броз и ја (ТВ серија)                      | Зоран            |
| 1993.   | Византијско плаво                          | Иван             |
| 2000-те |                                            |                  |
| 2000.   | Оштрица бријача                            |                  |
| 2002.   | До последњег колоквијума                   | Буч              |
| 2002.   | Деца филма                                 | Лично            |
| 2003.   | Сироти мали хрчки 2010                     | други записничар |
| 2003.   | Готово митски                              | Патуљак          |
| 2005.   | Југ југоисток                              | Студент          |
| 2006.   | Ми нисмо анђели 3: Рокенрол узвраћа ударац | вођа статиста    |
| 2010-те |                                            |                  |
| 2011.   | Парада                                     | вођа Србоса      |